# Abdelhak Tazi
Pour les articles homonymes, voir Tazi.
Abdelhak Tazi est un homme politique marocain.
Il a été secrétaire d’État chargé de la Formation des cadres dans le Gouvernement Ahmed Osman, où il fut reconduit sous le Gouvernement Maâti Bouabid. Le 5 novembre 1981, il est nommé secrétaire d’État aux Affaires étrangères dans le même gouvernement, il fit également partie du Gouvernement Mohammed Karim Lamrani 1. Il est membre du Bureau exécutif du Parti de l'Istiqlal et ancien député.
Il possède une société El Youssoufia, située à Rabat dans le quartier Agdal.

## Famille
Il est le père de Youssef Tazi également député du Parti de l'Istiqlal.